# William Baird
William Baird (Eccles, Berwickshire, 1803 – 27 de gener de 1872) va ser un metge i zoòleg escocès, més conegut per la seva obra de 1850, Natural History of British Entomostraca.
Baird va estudiar al Royal High School of Edinburgh, abans d'estudir medicina a les universitats Edimburg, Dublín i Paris. Va ser cirurgià de la Companyia Britànica de les Índies Orientals del 1823 al 1833, viatjant e interessant-se per la història natural de l'índia, la Xina i altres països. El 1829 va ajudar a crear el Club de Naturalistes de Berwickshire, on hi va contruibuïr regularment amb les seves publicacions. Baird va exercir de metge a Londres fins al 1841, quan es va unir al departament de zoologia del Museu Britànic (actualment part del Museu d'Història Natural de Londres).
L'obra més destacada de William Baird, el Natural History of British Entomostraca, va ser publicada el 1850 per la Ray Society. També va publicar molts altres documents de diverses matèries, i el 1858 l'obra de divulgació científica Cyclopædia of the Natural Sciences. Va ser membre de Societat Linneana de Londres, de la Royal Botanical Society de Viena i de la Royal Society.